# Przedmieście Strzyżowskie
Przedmieście Strzyżowskie, dawn. Przedmieście – dawna wieś, od 1925 w granicach miasta Strzyżowa w Polsce, w województwie podkarpackim, w powiecie strzyżowskim. Rozpościera się wzdłuż obecnej ulicy Rzeszowskiej, na zachód od centrum Strzyżowa, w kierunku na Żarnową.

## Historia
Dawniej Przedmieście Strzyżowskie stanowiło odrębną wieś i gminę jednostkową. W II RP przynależało do woj. lwowskiego i powiatu strzyżowskiego; w 1921 roku liczba mieszkańców wynosiła 717. 1 stycznia 1925 gminę Przedmieście Strzyżowskie zniesiono, włączając ją do Strzyżowa.